# Turner Washington
Turner Washington (* 10. Februar 1999 in Tucson, Arizona) ist ein US-amerikanischer Leichtathlet, der sich auf den Diskuswurf spezialisiert hat, aber auch im Kugelstoßen an den Start geht. Auch sein Vater Anthony Washington war als Diskuswerfer aktiv und wurde 1999 Weltmeister.

## Sportliche Laufbahn
Turner Washington wuchs in Arizona auf und gewann 2017 bei den U20-Panamerikameisterschaften in Trujillo mit einer Weite von 61,30 m die Silbermedaille mit dem 1,75-kg-Diskus. Zudem begann er im selben Jahr ein Studium an der Arizona State University. 2021 und 2022 wurde er NCAA-Collegemeister im Kugelstoßen in der Halle sowie 2021 auch im Freien. Zudem sicherte er sich 2021 und 2023 die Titel im Diskuswurf. Im August 2023 startete er im Diskuswurf bei den Weltmeisterschaften in Budapest und schied dort mit 63,57 m in der Qualifikationsrunde aus.

## Persönliche Bestleistungen
- Kugelstoßen: 21,85 m, 13. Februar 2021 in Lubbock
- Diskuswurf: 66,26 m, 17. April 2021 in Eugene